# Melithreptus brevirostris
Papa-mel-de-cabeça-castanha ou papa-mel-de-cabeça-parda (Melithreptus brevirostris) é uma espécie de ave da família Meliphagidae.
É endémica da Austrália.
Os seus habitats naturais são: florestas temperadas e matagais mediterrânicos.